# Zarká kormányzóság

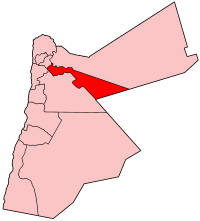
Zarká kormányzóság elhelyezkedése Jordánián belül

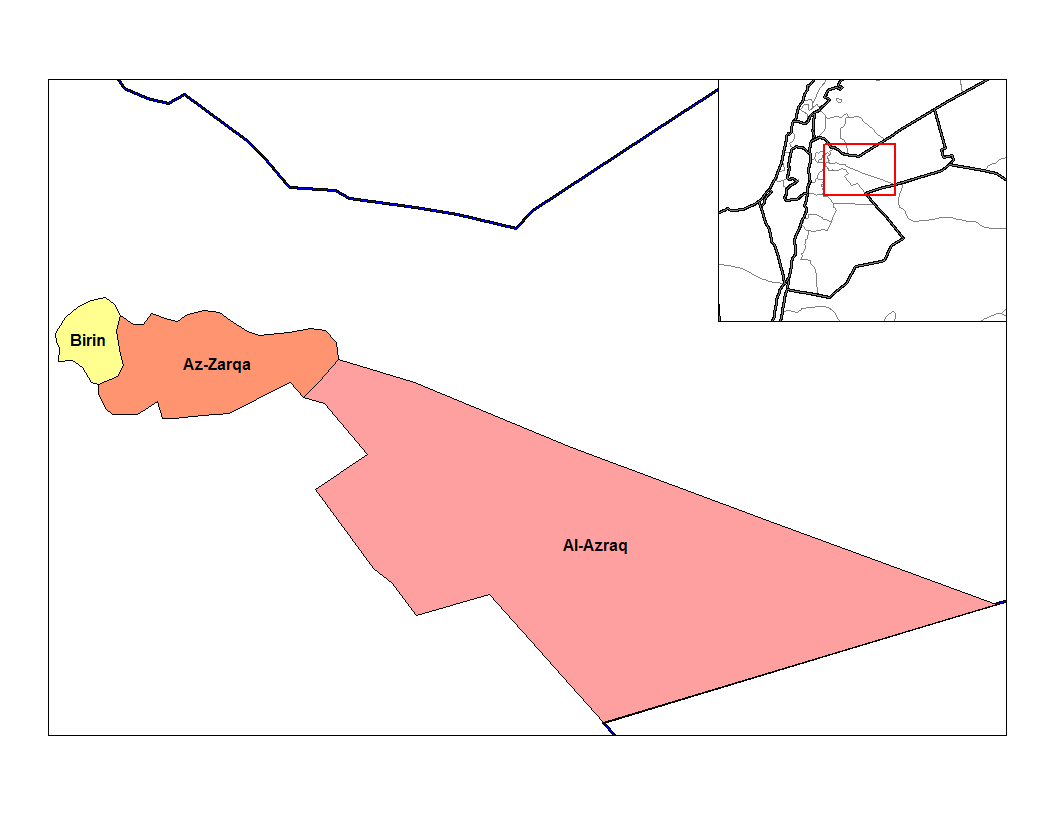
A tartomány körzetei

Ez-Zarká kormányzóság (arabul محافظة الزرقاء [Muḥāfaẓat az-Zarqāʾ]) Jordánia tizenkét kormányzóságának egyike. Az ország középső részén fekszik. Északon el-Mafrak kormányzóság, keleten Szaúd-Arábia, délen a Főváros, nyugaton pedig Dzseras és el-Balká kormányzóság határolja. Székhelye ez-Zarká városa. Területe 4 080 km², népessége 838 250 fő. Területe három körzetre (livá) oszlik (el-Hásimijja, er-Ruszajfa, ez-Zarká).